# Stilobezzia tropica
Stilobezzia tropica är en tvåvingeart som beskrevs av Clastrier 1958. Stilobezzia tropica ingår i släktet Stilobezzia och familjen svidknott.
Artens utbredningsområde är Senegal. Inga underarter finns listade i Catalogue of Life.